# 넷포지티브
넷포지티브(NetPositive)는 BeOS의 기본 웹 브라우저이다. Net+라고도 쓴다. 자바스크립트는 부분적으로 지원하지만, 자바나 CSS는 지원하지 않는다.
BeOS의 개발이 중단되면서 현재는 개발되지 않고 있다. NetPositive를 다시 만들려는 프로젝트 중에서 Themis가 가장 유명하다.